# Dipsas schunkii
Dipsas schunkii är en ormart som beskrevs av Boulenger 1908. Dipsas schunkii ingår i släktet Dipsas och familjen snokar. Inga underarter finns listade i Catalogue of Life.
Arten förekommer i ett litet bergsområde i regionen Junín in Peru vid Andernas östra sluttningar. Fyndplatsen ligger vid 1600 meter över havet. Habitatet utgörs av molnskogar. Honor lägger ägg.
Det är oklart om skogens omvandling till jordbruksmark som pågår i regionen påverkar arten. IUCN listar Dipsas schunkii med kunskapsbrist (DD).